# 中泰爾薩
48°15′22″N 35°44′16″E / 48.25611°N 35.73778°E
中泰尔萨（羅馬化：Serednia Tersa），2024年9月前名为沃羅尼兹凯（烏克蘭語：Воронізьке），是烏克蘭的村落，位於該國中部第聶伯羅彼得羅夫斯克州，由錫內利尼科韋區瓦西里基夫卡市鎮負責管轄，處於中泰爾薩河畔，距離齐布利亚内2公里，2001年人口8。
2024年9月19日，乌克兰最高拉达将此村的名字改为中泰尔萨。